# كارلوس ألبرتو دوس سانتوس كروز
كارلوس ألبرتو دوس سانتوس كروز هو مهندس مدني وسياسي برازيلي، ولد في 1 يونيو 1952 في ريو غراندي، ريو غراندي دو سول في البرازيل.